# Gilchristella aestuaria
Gilchristella aestuaria är en fiskart som först beskrevs av Gilchrist, 1913.  Gilchristella aestuaria ingår i släktet Gilchristella och familjen sillfiskar. IUCN kategoriserar arten globalt som livskraftig. Inga underarter finns listade i Catalogue of Life.